# Warłaam (Eristawi)
Warłaam, nazwisko świeckie: Eristawi (ur. 28 lipca?/8 sierpnia 1763 w eristawstwie ksańskim, zm. 6 grudnia?/18 grudnia 1830 w Moskwie) – gruziński biskup prawosławny, pierwszy egzarcha Gruzji po likwidacji autokefalii Gruzińskiego Kościoła Prawosławnego przez Świątobliwy Synod Rządzący Rosyjskiego Kościoła Prawosławnego.

## Życiorys
Podstawowe wykształcenie zdobywał w domu rodzinnym. W 1784 ukończył seminarium duchowne w Tyflisie. W czasie nauki znajdował się pod szczególną opieką Katolikosa-Patriarchy Gruzji Antoniego I, pod kierunkiem którego studiował teologię i literaturę. Dokładna data wstąpienia przez niego do monasteru i przyjęcia święceń kapłańskich jest nieznana. Wiadomo jednak, iż młody wykształcony hieromnich Warłaam był ważną postacią na dworze króla Kartlii i Kachetii Herakliusza II. Po śmierci Antoniego I istniał nawet projekt wyznaczenia go na nowego Katolikosa-Patriarchę, ostatecznie jednak następca tronu, Jerzy, przekonał ojca do wskazania do tej godności swojego syna Tejmuraza (w zakonie Antoniego), który faktycznie został Katolikosem jako Antoni II. Warłaam przyjął natomiast chirotonię na biskupa achtalińskiego.
W 1794 Warłaam (Eristawi) wyjechał do Rosji i zamieszkał w Petersburgu, w Ławrze św. Aleksandra Newskiego. Od 1801 był członkiem Świątobliwego Synodu Rządzącego Rosyjskiego Kościoła Prawosławnego i osobistym doradcą metropolity petersburskiego Ambrożego. Nauczył się języka rosyjskiego, działał równocześnie na rzecz drukowania ksiąg w języku gruzińskim. Wydał m.in. prace patriarchy Antoniego I oraz napisaną przez siebie gramatykę języka gruzińskiego.
W 1808 biskup Warłaam wyjechał do Gruzji razem z głównodowodzącym wojskami rosyjskimi w Gruzji gen. Aleksandrem Tormasowem. On też zasugerował oberprokuratorowi Synodu likwidację autokefalii Kościoła gruzińskiego i powołanie zależnej do Synodu struktury z dotychczasowym Katolikosem-Patriarchą Antonim II na czele oraz Warłaamem (Eristawim) jako jego zastępcą. W 1811 Synod zlikwidował autokefalię Gruzińskiego Kościoła Prawosławnego, tworząc Egzarchat Gruziński, którego podział administracyjny opracowany został na podstawie sugestii biskupa Warłaama. Został on również mianowany pierwszym egzarchą z tytułem metropolity mccheckiego i kartlińskiego.
Działalność Warłaama w Gruzji, zwłaszcza wdrażana reorganizacja administratur w Gruzji zachodniej, wywołała sprzeciw miejscowego duchowieństwa, przeciwnego samej likwidacji autokefalii. Również władze rosyjskie uznały go za człowieka niedostatecznie lojalnego. W rezultacie w 1817 metropolita Warłaam został usunięty z urzędu i zastąpiony przez metropolitę Teofilakta (Rusanowa); od tej pory żaden Gruzin nie został powołany na urząd egzarchy Gruzji. Od 1817 od 1825 przebywał w Petersburgu, następnie został wyznaczony na przełożonego Monasteru Daniłowskiego w Moskwie. W klasztorze wznowił wcześniejszą działalność wydawniczą. Tam też zmarł i został pochowany w głównym soborze.